# 도고 공원
도고 공원(道後公園)은 일본 에히메현 마쓰야마시에 있는 공원이다. 유즈키성 유적 주변이다.
공원의 언덕에는 전망대가 있다. 벚꽃의 명소로, 꽃이 피는 시기에는 많은 관광객들로 붐빈다. 도고 공원 벚꽃은 마쓰야마 지방기상대가 표본 나무로 지정하고 있으며, 벚꽃 전선의 기준이 되고 있다.